# أحمد حمدي (لاعب كرة قدم)
أحمد حمدي حسين حافظ (مواليد 10 فبراير 1998) هو لاعب كرة قدم مصري، يلعب مع نادي الزمالك المصري في الدوري المصري الممتاز لكرة القدم ومنتخب مصر لكرة القدم في مركز الوسط.

## مسيرته مع الأندية

### بداياته
انضم لقطاع الناشئين للنادي الأهلي وعمره ثمانية أعوام، تم تصعيده إلى فريق الأهلي الأول عندما كان عمره 16 سنة.

### الفريق الأول
تم تصعيده إلى فريق الأهلي الأول عندما كان عمره 16 سنة أثناء إدارة جاريدو وكان التصعيد بسبب مشاركة الدوليين مع المنتخب، وبدأ يبزغ نجمه في خريف 2015 مع المدرب البرتغالي للفريق الأول للأهلي بيسيرو، حيث تم تصعيده إلى الفريق الأول في هذا الوقت بسبب انضمام لاعبي الفريق الدوليين للمنتخب، فشارك في ودية الأهلي مع غزل شبين فلفت أنظار بيسيرو وضمه لمعسكر الأهلي المسافر وقتها إلى دبي وتألق مع الأهلي، وبعد عودة الفريق إلى القاهرة أصبح أساسيًّا في صفوف الأهلي.

## مسيرته مع المنتخب
انضم إلى منتخب مصر للناشئين ثم منتخب مصر للشباب في 2014، وشارك أمام جنوب إفريقيا في التصفيات المؤهلة لأمم إفريقيا تحت 17 عام والتي شهدت وداع المنتخب المصري للتصفيات. ثم اختاره المدير الفني معتمد جمال ضمن القائمة التي مثلت منتخب مصر في بطولة أفريقيا تحت 20 سنة عام 2017.
تم اختياره ضمن قائمة المحترفين المستدعين لمعسكر المنتخب الأول لأول مرة استعدادا لمباراتي مالاوي ضمن تصفيات كأس الأمم الإفريقية 2023.

## إحصائيات مشاركاته
آخر تحديث في 30 يونيو 2018

### مع الأندية
| الفريق | الموسم    | الدوري  | الدوري | الكأس   | الكأس | البطولات القارية | البطولات القارية | بطولات أخرى | بطولات أخرى | الإجمالي | الإجمالي |
| الفريق | الموسم    | مشاركات | أهداف  | مشاركات | أهداف | مشاركات          | أهداف            | مشاركات     | أهداف       | مشاركات  | أهداف    |
| ------ | --------- | ------- | ------ | ------- | ----- | ---------------- | ---------------- | ----------- | ----------- | -------- | -------- |
| الأهلي | 2015–2016 | 6       | 0      | 1       | 0     | 1                | 0                | —           | —           | 8        | 0        |
| الأهلي | 2017–2018 | 7       | 1      | 1       | 1     | 1                | 0                | 0           | 0           | 9        | 2        |
| الأهلي | الإجمالي  | 13      | 1      | 2       | 1     | 2                | 0                | 0           | 0           | 17       | 2        |

| الدوري  | الدوري | الكأس   | الكأس | كأس السوبر | كأس السوبر | الكؤوس الأفريقية | الكؤوس الأفريقية | الكؤوس العالمية | الكؤوس العالمية | الكؤوس العربية | الكؤوس العربية | المجموع الكلي | المجموع الكلي |
| مشاركات | أهداف  | مشاركات | أهداف | مشاركات    | أهداف      | مشاركات          | أهداف            | مشاركات         | أهداف           | مشاركات        | أهداف          | مشاركات       | أهداف         |
| ------- | ------ | ------- | ----- | ---------- | ---------- | ---------------- | ---------------- | --------------- | --------------- | -------------- | -------------- | ------------- | ------------- |
| 13      | 1      | 2       | 1     | —          | —          | 2                | 0                | —               | —               | —              | —              | 17            | 2             |